# Weinstube Rote Kopf

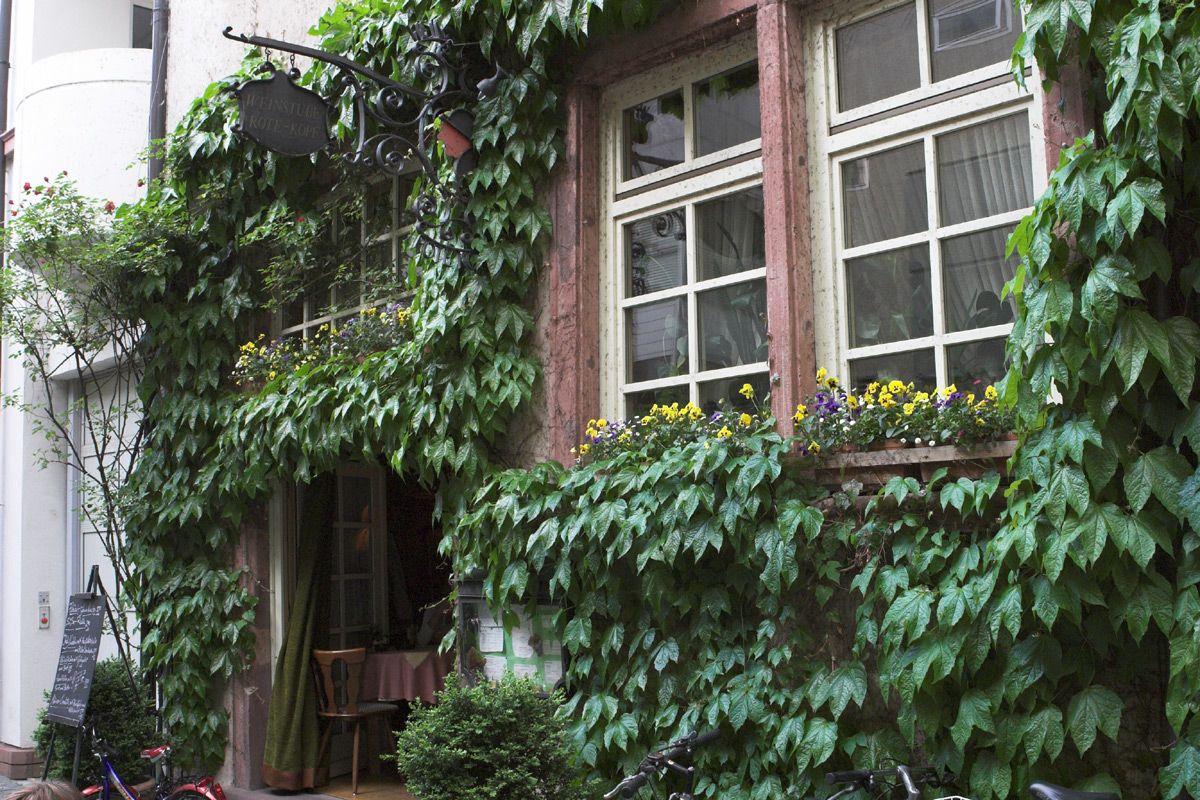
Weinstube Rote Kopf

Die ehemalige Weinstube Rote Kopf in der Mainzer Altstadt ist ein unter Denkmalschutz stehendes Anwesen. Es befindet sich in der Denkmalzone Rotekopfgasse 2–6, einer zwischen Fischtor und Heilig-Geist-Spital gelegenen Gasse nahe der Stadtmauer. Das ursprüngliche Anwesen hatte seinen Eingang Ecke Mailandsgasse/Fischergasse.

## Baugeschichte
Die Häuser in diesem Bereich entstanden nach dem großen Brand von 1561. Auf dem Schwedenplan von Mainz trug das Haus im Jahre 1625 den Namen „Zum Klotter“. Der Name „Zum Rote Kopf“ war zu jener Zeit die Bezeichnung einer Herberge in derselben Straße. Später wurde der Name noch für ein Brauhaus in derselben Straße, Ecke Mailandsgasse verwendet. Am Platz des heutigen Gebäudes stand zunächst ein Fachwerkhaus, das 1730 barock überformt wurde und eine vollständige steinerne Fassade erhielt. Die damaligen Besitzer wollten den Putzbauten des Adels nicht nachstehen. Die Fassade wurde durch eine Reliefplastik mit der Darstellung der „Krönung Mariens“ aus dem Jahre 1730 geschmückt. Diese Plastik wurde 1975 gestohlen und nicht mehr ersetzt.
In der französischen Besatzungszeit nach dem Ersten Weltkrieg mietete das städtische Fuhramt im Erdgeschoss Räume zur Nutzung als Pferdestall an. Trotz der erheblichen Zerstörungen im Zweiten Weltkrieg in Mainz hat sich der Putzbau im Wesentlichen erhalten. Bis zum Wiederaufbau und Rekonstruktion 1982 stand er leer und verfiel im Laufe der Zeit. Im Innern des Hauses gehört der Gewölbekeller aus dem 16. Jahrhundert zur ursprünglichen Bausubstanz.
Weil nach dem Wiederaufbau das ursprüngliche Gebäude nicht mehr als Gaststätte genutzt wurde, ist ab 1970 in einem neu erbauten Anwesen in der Rote-Kopf-Gasse eine Wirtschaft zur Prolongierung der Tradition mit dem alten Namen entstanden. Diese wurde als „Weinstube Rote Kopf“ bis 2006 von „Edda“ (Trittruf), einem „Mainzer Original“ betrieben. Ab dem Zeitpunkt wurde die Gaststätte von Gerald Reisert übernommen, der zunächst als Koch dort mitgearbeitet hatte, bis er selber als Pächter agierte.
Seit März 2018 hat der Mainzer Winzer Marcus Paul Landenberger die Weinstube übernommen und führt sie heute im Original weiter fort.

## Gebäude
Der neue  Bau ist traufständig auf einem rechteckigen Grundriss errichtet und mit einem Giebeldach in West-Ost-Richtung versehen. Er besteht aus drei Vollgeschossen; das unter dem Satteldach liegende Dachgeschoss wird über Giebelfenster beleuchtet. Der Hauseingang  mit rundbogigen Sandsteingewändern und Oberlicht befindet sich an der westlichen Giebelseite und wird wie die gesamte Fassade von wildem Wein umrankt. Die sämtlich rechteckigen Fenster des Hauses besitzen keine Klappläden. Im Erdgeschoss sind die Sprossenfenster weiß, in den oberen Geschossen in grauer Farbe gehalten, die eng beieinanderliegenden vier Fensterachsen symmetrisch gegliedert. Die Wandbilder im Innern der Weinstube zeigen historische Fotografien des Anwesens, die neben Drucken des Mainzer Landschaftsmalers Alfred Mumbächer hängen.

## Der Rote Kopf in der Literatur
Carl Zuckmayer hat dem Roten Kopf in einer Gerichtsszene seiner Erzählung Die Fastnachtsbeichte ein Denkmal gesetzt. Zuckmayer lässt Clemens, einen der Protagonisten der Erzählung, über seine Suche nach Ferdinand, seinem Halbbruder, berichten, der vor dem Mainzer Dom ermordet wurde.